# Río Ruecas
Der Río Ruecas ist ein ca. 90 km langer nördlicher Nebenfluss des Guadiana in den spanischen Provinzen Cáceres und Badajoz.

## Verlauf
Der Río Ruecas entsteht aus dem Zusammenfluss zweier kleiner Bergbäche ca. 10 km nördlich der Ortschaft Cañamero im Süden der Gebirgskette der Sierra de Villuercas. Sein Verlauf führt stetig in südwestliche Richtungen durch dünn besiedeltes Gebiet; dabei speist er mehrere kleinere Stauseen (Embalse de Cancho del Fresno, Embalse del Ruecas, Presa Azud del Ruecas) und mündet schließlich etwa 10 km nordöstlich der Kleinstadt Medellín in den Río Guadiana.

## Ortschaften
Cañamero, Madrigalejo

## Sehenswürdigkeiten
Ca. 3 km nördlich der Ortschaft Cañamero liegt die Cueva Chiquita mit prähistorischen Felsmalereien.

## Angeln
Der weitgehend naturbelassene Río Ruecas ist auch ein beliebtes Angelrevier.